# 전주중앙여자고등학교
전주중앙여자고등학교(全州中央女子高等學校)는 대한민국 전북특별자치도 전주시 덕진구 인후동1가에 있는 사립 고등학교이다.

## 학교 연혁
- 1981년 5월 1일 : 학교법인 인애(仁愛)학원 설립인가
- 1981년 5월 1일 : 노인석 이사장 취임
- 1981년 11월 25일 : 고등학교 설립인가(24학급)
- 1982년 3월 2일 : 초대 오근풍 교장 취임
- 1982년 3월 2일 : 개교식 및 입학식(8학급)
- 1988년 9월 7일 : 누리관 준공
- 2002년 5월 1일 : 도담관(구 진학관) 준공
- 2004년 3월 22일 : 혜윰 1관(도서관) 준공
- 2010년 3월 1일 : 제2대 우순애 이사장 취임
- 2013년 12월 24일 : 교내급식소 준공
- 2015년 10월 30일 : 라온관(체육관) 준공
- 2022년 2월 28일 : 가온관 (학습자 중심 생활공간 구성 30개실) 리모델링
- 2022년 9월 1일 : 제12대 고은정 교장 취임
- 2024년 1월 3일 : 제40회 졸업 208명 (졸업생 총수 16,059명)
- 2024년 3월 4일 : 신입생 262명 입학

## 참고 자료
- 전주중앙여자고등학교 - 한국교육학술정보원 학교알리미